# Centromerus puddui
Centromerus puddui là một loài nhện trong họ Linyphiidae.
Loài này thuộc chi Centromerus. Centromerus puddui được Paolo Marcello Brignoli miêu tả năm 1979.